# 水波爐
水波爐（英語：Healsio；日语： Herushio），是2004年由日本夏普公司與大阪府立大學共同開發的面向家庭市場的白色家電。在日本的登錄商標為（日本第4880212號），並在中華民國註冊為商標（證號：01572537）。
该种产品使用高於300℃的過熱水蒸氣加熱食物，在水波爐上市前，過熱水蒸氣技術僅用在工業與特殊的商業廚具。夏普成功開發使用家用電源的裝置，使其成為家電產品。
由於「水波爐」是夏普的註冊商標，其他廠商類似原理的商品以「蒸氣烘烤爐 」等不同名稱上市販售。

## 外部連結
- ウォーターオーブン ヘルシオ （页面存档备份，存于）（日語）
- SHARP HEALSIO 水波爐（繁體中文）
- 水波爐及烤箱 | Sharp （页面存档备份，存于）（繁體中文）